# Sammi Smith
Sammi Smith  (5 de agosto de 1943 - 12 de febrero de 2005)  fue una cantante y compositora country estadounidense.
Nacida Jewel Faye Smith, se la conoce por su éxito "Help Me Make It Through the Night", escrita por Kris Kristofferson. Fue una de las pocas mujeres en el movimiento Outlaw country durante los años 70.

## Premios

### CMA
- 1971: Sencillo del año por "Help Me Make It Through the Night"

### Premios Grammy
- 1972: Mejor interpretación vocal country, femenina por "Help Me Make It Through the Night".

## Nominaciones

### CMA
- 1971: Álbum del año por Help Me Make It Through the Night
- 1971: Vocalista femenina del año